# Яніна Конарська
Яніна Конарська-Слонімська (пол. Janina Konarska-Słonimska), до шлюбу Яніна Зейдеман (пол. Janina Seideman; 30 квітня 1900 року, Лодзь, царство Польське, Російська імперія — 9 червня 1975 року, Варшава, Польська Народна Республіка) — польська художниця і скульпторка, срібна призерка конкурсу мистецтв на літніх олімпійських іграх в Лос-Анджелесі в 1932 році.

## Біографія
Яніна Зейдеман походила з заможної родини єврейських фабрикантів. Вона отримала гарну освіту. Навчалася в жіночій школі Казимири Кохановської у Варшаві. Потім навчалася на Національних педагогічних курсах, потім в Школі витончених мистецтв на курсах живопису, графіки та скульптури. Була улюбленою ученицею Владислава Скочиляса по класу графіки.
У 1918 році взяла псевдонім Конарська, який офіційно прийняла як прізвище в 1924 році. В цей час члени сім'ї Зейдеман перейшли з юдаїзму в католицизм, взявши прізвище Конерські. У 1920 році під час Польсько-радянської війни художниця працювала медсестрою в госпіталі Академічної Ліги і дбала про поранених солдатів.
У період Другої Речі Посполитої Яніна Конарська провела кілька успішних виставок. Вона стала лауреаткою Міжнародної художньої виставки на міжнародних змаганнях з графіки. Її ксилографії, в основному образи святих та портрети тварин, мали комерційний успіх. Здобула срібну медаль під час Олімпіади мистецтв і літератури в Лос-Анджелесі в 1932 році за гравюру «Лижники» (за іншими даними гравюру «Стадіон»).
У 20-х роках ХХ століття Яніна Конарська увійшла в групу Скамандр. Інтелект, талант і врода допомогли їх здобути безліч шанувальників серед поетів і письменників. Крім того, вона була єдиною племінницею і спадкоємицею величезного стану текстильного магната з Лодзі. Відомо про її бурхливі романи, у тому числі з поетом Казимежом Вежинським.
У березні 1934 року Яніна Конарська одружилася з поетом і письменником Антонієм Слонімським. Шлюб був щасливим і бездітним. Після шлюбу вона поступово відійшла від художньої діяльності. 
Яніна Конарська-Слонімська померла 9 червня 1975 року у Варшаві.
Похована на Лісовому кладовищі в селі Ляски.